# Miami
Miami je největší město v jihovýchodní části Floridy a druhé největší v celém státě. Jeho metropolitní oblast se rozkládá mezi bažinami národního parku Everglades na západě a Atlantským oceánem na východě. Počet obyvatel samotného města je 467 963. Metropolitní oblast má přes 6,1 milionu obyvatel, což ji řadí mezi největší ve Spojených státech. Většinu populace tvoří Hispánci a Afroameričané. Rozloha města samotného je 145,23 km2, z toho však 52 km2 zabírá vodní plocha.
Město je centrem celosvětového významu z pohledu ekonomiky, dopravy, kultury, vzdělání, médií, umění, zábavy a mezinárodního trhu. V Miami se nachází významný přístav a letiště, díky kterým se mu také říká Brána do Ameriky.[zdroj⁠?!] V centru města je největší koncentrace mezinárodních bank v celých Spojených státech. K masivnímu růstu počtu obyvatel došlo především v posledních 50 letech díky emigrantům z Latinské Ameriky, kteří dnes tvoří 65 % obyvatel města[zdroj⁠?!] a zasloužili se i o to, že zde mezi jazyky převládá španělština.
Prvními obyvateli oblasti dnešního Miami byli původní Američané již před 10 000 lety, při příchodu prvních Evropanů zde žil kmen Tequestů. Prvním stálým osadníkem zde byl na počátku 19. století Pedro Fornells z Menorky. Za zakladatelku Miami je považována Julia Tuttle, která zde vytvořila rozsáhlé plantáže a zasloužila se o rozvoj železniční dopravy v oblasti. Během 20. století došlo k obrovskému růstu populace města a celé aglomerace. Na konci století se Miami dostalo do finanční krize, což napravila až nová správa zvolená roku 2001.

## Dějiny

### 15. až 19. století
Prvním Evropanem, který spatřil oblast dnešního Miami, byl Španěl Juan Ponce de León. Do svého deníku si zapsal, že doplul na místo Chequescha, což je první dochované jméno, které Miami dostalo. Pedro Menéndez de Avilés učinil první zaznamenané přistání na pobřeží v roce 1566, když hledal svého syna, který v této oblasti ztroskotal. O rok později zahájili španělští vojáci vedení otcem Francisco Villarealem z jezuitského řádu misijní činnost v ústí řeky Miami, ale kolem roku 1570 se rozhodli najít jiné působiště mimo Floridu. Španělé poslali další misii do Biscayne Bay v roce 1743 a postavili zde pevnost a kostel. Misionáři navrhovali trvalé osídlení, ale tento návrh byl zamítnut jako nepraktický a misie byla do konce roku stažena.
Prvním stálým osadníkem v oblasti Miami byl Pedro Fornells, původem z ostrova Menorca, který na ostrov Key Biscayne přišel na počátku 19. století. Fornells z ostrova zaznamenal na pevnině přítomnost squatterů. Roku 1825 navštívil Cape Florida Settlement americký maršál Waters Smith a nabídl squatterům zisk půdy, kterou obývali. Ve stejném roce byl na ostrově Key Biscayne postaven maják Cape Florida Light, jehož prvním strážcem se stal John Dubose.
Oblast byla ovlivněna druhou seminolskou válkou, která způsobila prudké vylidnění Miami. Roku 1844 se Miami stalo správním střediskem okresu. Třetí seminolská válka v letech 1855 až 1858 zpomalila osidlování jihovýchodní Floridy. V roce 1891 koupila Julia Tuttle, známá také jako Matka Miami (anglicky Mother of Miami) velkou citrusovou plantáž v oblasti Miami. 7. února 1895 zasáhl Floridu veliký mráz, který zničil všechnu úrodu. Miami však zůstalo nedotčené a citrusy Julie Tuttleové byly jediné na trhu. Poté se jí podařilo přesvědčit multimilionáře Henryho Flaglera, aby rozšířil železniční trať až do Miami a postavil zde hotel. S budováním železnice se v Miami zvýšila aktivita. 28. července 1896 se Miami oficiálně stalo městem s 502 voliči, včetně stovky registrovaných černých voličů.

### První polovina 20. století

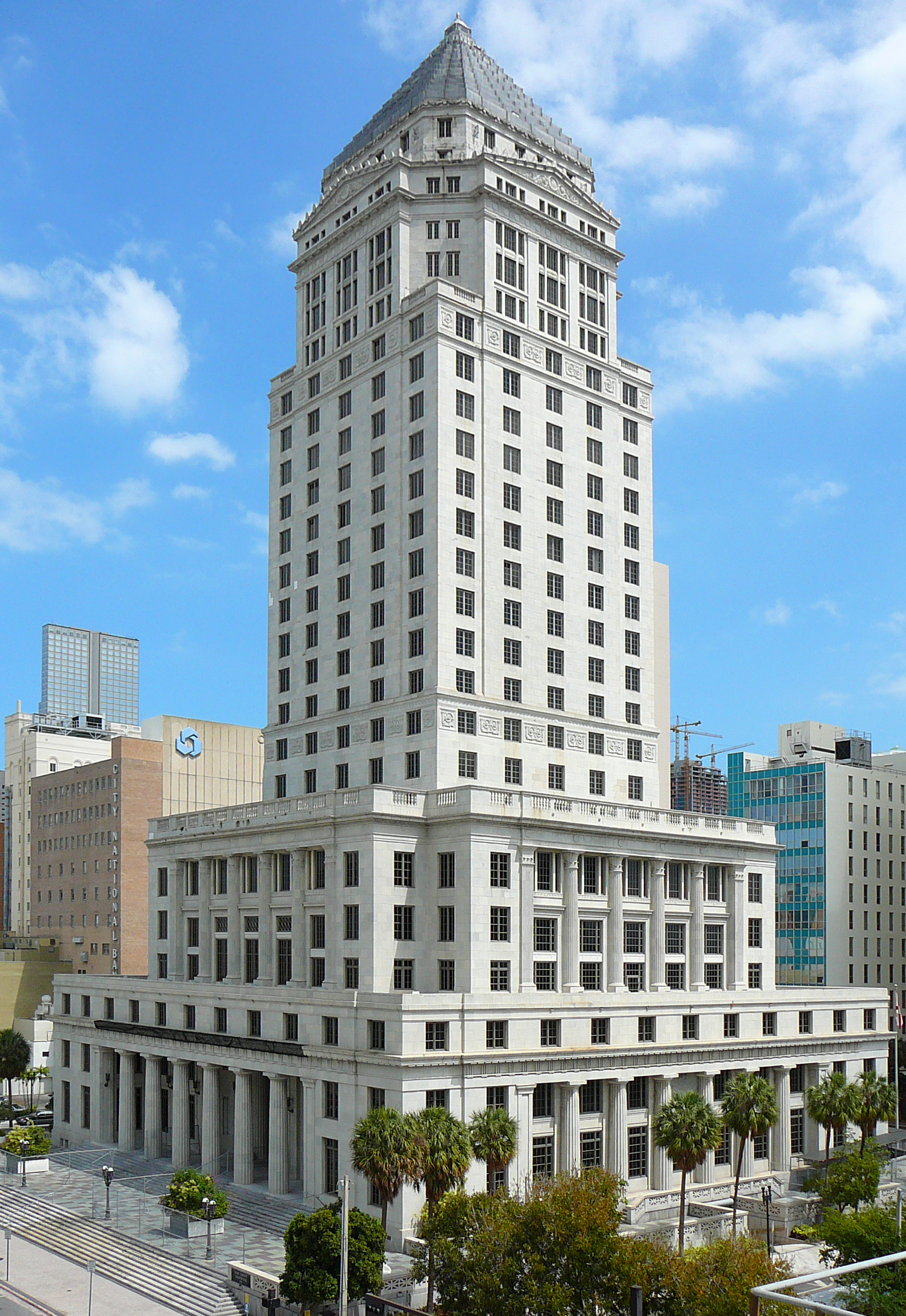
Dade County Courthouse, postaven roku 1928

Růst Miami od počátku 20. století až do druhé světové války byl obrovský. Od roku 1900 do roku 1920 zde přibylo téměř 30 000 obyvatel. Se zvýšením populace samozřejmě přišla potřeba dalšího území. Během dvacátých let úřady Miami povolily hazardní hry a byly laxní v regulaci zákazů, tudíž sem migrovalo mnoho lidí ze severu Spojených států. Z roku 1920 na rok 1923 se populace Miami zdvojnásobila. Na podzim 1925 byly blízké oblasti Lemon City, Coconut Grove a Allapattah připojeny a vzniklo tak Větší Miami.
Rozvoj se zpomalil kvůli průtahům při stavbách budov, které byly způsobeny také přetíženým dopravním systémem. V roce 1926 byl přístav v Miami na měsíc zablokován dánskou lodí. Tři hlavní železniční společnosti uvalily embargo na všechen dovoz s výjimkou jídla. Cena žití zde rychle vystoupala a najít cenově dostupné místo k životu bylo téměř nemožné. Navíc v roce 1926 zasáhl Miami silný hurikán, který podle Červeného kříže způsobil 373 smrtelných nehod a mnoho lidí bylo nezvěstných. Tato bouře 4. kategorie byla 12. nejhorší v USA během 20. století co do množství škod a obětí. Následovala velká hospodářská krize, kvůli které byl v oblasti otevřen tábor CCC. 15. února 1933 zde byl spáchán atentát na F. D. Roosevelta, při kterém zemřel starosta Chicaga, Antonín Čermák.
Na rozdíl od mnoha měst[zdroj?] na Floridě, která druhá světová válka finančně zruinovala, zůstalo Miami relativně nezasaženo[zdroj?]. Pro obranu před německými ponorkami bylo město rozděleno na dva vojenské distrikty. Jak sílila válka s ponorkami, přibývaly v oblasti Miami vojenské základny. Americké námořnictvo převzalo kontrolu nad přístavem v Miami a vzdušné síly si na místních letištích vytvořily základny. Na jižní Floridě bylo vycvičeno přes 500 000 vojínů a 50 000 důstojníků.

### Druhá polovina 20. století

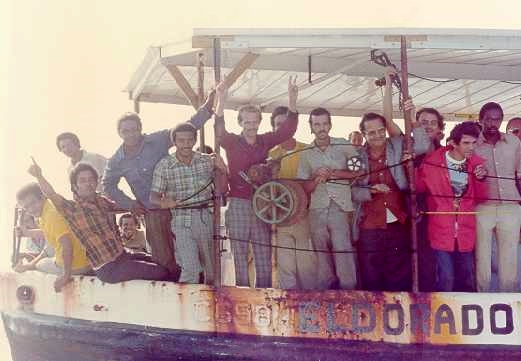
Kubánští uprchlíci během Marielského exodu

Důsledkem sesazení generála Batisty po kubánské revoluci byl návrat velkého množství Kubánců žijících v Miami na Kubu, brzy poté se však lidé zklamaní novým režimem začali stěhovat zpět do Miami. V první vlně bylo mnoho vysoce vzdělaných, kteří utekli za úspěšnější kariérou. Na konci šedesátých let žilo v Dade County (dnes Miami-Dade County) více než 400 000 kubánských uprchlíků. Ačkoliv nebylo Miami v padesátých a šedesátých letech centrem hnutí za občanská práva, stále mělo značnou populaci Afroameričanů a černochů z Karibiku. Roku 1972 byla v Miami otevřena Florida International University.
V prosinci 1979 došlo ke skandálu. Policisté stíhali motocyklistu Arthura McDuffieho, jenž poté havaroval. Když ho policie dostihla, byl jen mírně zraněný. Policisté mu sundali helmu a ubili ho obušky, potom helmu opět nasadili a zavolali ambulanci, že došlo k motocyklové nehodě. McDuffieho matka řekla novinám Miami Herald o pár dní později toto: „Zbili mého syna jako psa. Zbili ho jen proto, že jel na motorce a byl černý.“ Porota však po krátkém uvážení policisty zprostila viny. To rozpoutalo jedny z největších nepokojů v dějinách Spojených států. Nepokoje skončily až o tři dny později a zahynulo během nich nejméně 18 lidí, kromě toho přes 850 jich bylo zatčeno. Přibližná škoda byla odhadnuta na 50 milionů dolarů.
V osmdesátých letech se Miami stalo jedním z největších amerických překladišť kokainu z Kolumbie, Bolívie a Peru. Drogy přinesly Miami miliardy dolarů, díky kterým zde začaly vyrůstat prodejny luxusních automobilů, pětihvězdičkové hotely a další znaky prosperity. Marielský exodus v roce 1980 přivedl do Miami dalších více než 125 000 Kubánců. Na rozdíl od velké migrace v šedesátých letech se však nyní přistěhovalo mnoho chudých lidí a začalo docházet k bílému útěku. O pět let později byl zvolen starostou Miami Xavier Suarez, který se tak stal prvním kubánským starostou města. V osmdesátých a počátkem devadesátých let navštívilo Miami mnoho významných osobností, mezi nimi papež Jan Pavel II., královna Alžběta II. nebo prezident Ronald Reagan.
Roku 1992 zasáhl jih Miami-Dade County hurikán Andrew, který způsobil škody za 20 miliard dolarů. Poslední velká migrace proběhla v roce 1994, avšak kvůli Clintonově nové politice nebyla tak výrazná. Kubánce chycené na moři totiž americká pobřežní stráž odvážela do Guantánama nebo do Panamy. Během této emigrace opustilo své domovy téměř 38 000 Kubánců. 9. září 1994 se USA a Kuba dohodli na normalizaci migrace mezi těmito státy. V roce 1996 se Miami kvůli finančním skandálům umístilo jako 4. nejchudší město Spojených států. Finanční problémy města přetrvávaly až do roku 2001, kdy byl starostou Miami zvolen Manny Diaz.

## Geografie

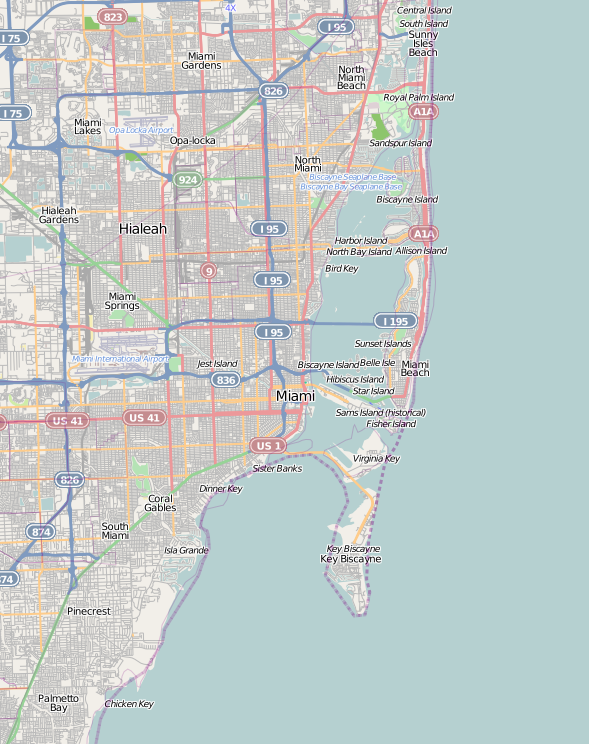
Mapa města Miami

S rozlohou pouhých 92 km2 má Miami nejmenší území ze všech významných měst USA. Celková rozloha Miami je totiž 143,1 km2, z čehož ovšem 50,7 km2 zaujímá vodní plocha. Z tohoto důvodu také patří Miami mezi nejhustěji zalidněná města v USA. Nadmořská výška oblasti není větší než 12 m, průměr je 1,8 m. Hladina podzemní vody je pouze jeden až dva metry pod povrchem země. Miami je jediné významné americké město, které hraničí se dvěma národními parky – Národním parkem Everglades na západě a Národním parkem Biscayne na východě. Miami a jeho předměstí se rozkládá mezi mokřady Everglades a lagunou Biscayne Bay. 145 km severně od města se nachází jezero Okeechobee. Hlavní část města leží na pobřeží Biscayne Bay, která obsahuje mnoho set přírodně i nepřirozeně vytvořených bariérových ostrovů, z nichž největší jsou Miami Beach a South Beach. Golfský proud, teplý mořský proud, proudí severním směrem pouhých 24 km od pobřeží, což způsobuje, že klima zde zůstává teplé a mírné po celý rok.
Skalní podloží pod oblastí Miami je nazýváno Miami limestone nebo Miami oolite. Toto podloží, silné ne více než 15 m, je pokryto tenkou vrstvou půdy. Miami limestone vznikl důsledkem drastických změn hladiny moře spojených se zaledněním. Pod rovinou se nachází zvodeň pojmenovaná (podle laguny) Biscayne Aquifer. Tato zvodeň je přírodním podzemním zdrojem sladké vody a většina metropolitní oblasti ji používá také jako zdroj pitné vody. Ovšem zvodeň ztěžuje stavbu podzemních konstrukcí.

### Klima
Miami má tropické monzunové klima (Köppenova klasifikace podnebí – Am) s horkými a vlhkými léty a krátkými, teplými a značně suššími zimami. Jedná se o druhé nejvlhčí město ve Spojených státech. Podobu podnebí tvoří jeho nadmořská výška, poloha, blízkost Golfského proudu a pozice těsně nad obratníkem Raka. S průměrnou lednovou teplotou 19,6 °C zimu charakterizují mírné až vyšší teploty a chladný vzduch snášející se vždy po průchodu studené fronty, která vytváří hodně drobných srážek. Deštivá sezóna začíná někdy v květnu a končí uprostřed října. Během tohoto období se teploty pohybují mezi 29 až 35 °C a jsou doprovázené velkou vlhkostí, ačkoliv odpolední bouřky a brízy rozšiřující se od Atlantiku snižují teplotu vzduchu. Většina z ročních cca 1420 mm srážek spadne právě v tomto období. Nejnižší naměřená teplota byla −3 °C a nejvyšší 37 °C. Existuje pouze jediný záznam sněhových srážek a ten pochází z 19. ledna 1977.
| Miami. Florida (MIA) – podnebí                            | Miami. Florida (MIA) – podnebí | Miami. Florida (MIA) – podnebí | Miami. Florida (MIA) – podnebí | Miami. Florida (MIA) – podnebí | Miami. Florida (MIA) – podnebí | Miami. Florida (MIA) – podnebí | Miami. Florida (MIA) – podnebí | Miami. Florida (MIA) – podnebí | Miami. Florida (MIA) – podnebí | Miami. Florida (MIA) – podnebí | Miami. Florida (MIA) – podnebí | Miami. Florida (MIA) – podnebí | Miami. Florida (MIA) – podnebí |
| Období                                                    | leden                          | únor                           | březen                         | duben                          | květen                         | červen                         | červenec                       | srpen                          | září                           | říjen                          | listopad                       | prosinec                       | rok                            |
| --------------------------------------------------------- | ------------------------------ | ------------------------------ | ------------------------------ | ------------------------------ | ------------------------------ | ------------------------------ | ------------------------------ | ------------------------------ | ------------------------------ | ------------------------------ | ------------------------------ | ------------------------------ | ------------------------------ |
| Průměrné denní maximum [°C]                               | 24                             | 24,7                           | 26,2                           | 28                             | 29,6                           | 30,9                           | 31,7                           | 31,7                           | 31                             | 29,2                           | 26,9                           | 24,8                           | 28,2                           |
| Průměrné denní minimum [°C]                               | 15,1                           | 15,8                           | 17,9                           | 19,9                           | 22,3                           | 23,9                           | 24,6                           | 24,8                           | 24,4                           | 22,3                           | 19,3                           | 16,4                           | 20,6                           |
| Průměrné srážky [mm]                                      | 51,1                           | 52,8                           | 60,7                           | 72,4                           | 157,7                          | 237                            | 144,8                          | 192,5                          | 193,8                          | 143,3                          | 67,6                           | 46,5                           | 1 420,2                        |
| Zdroj: Světová meteorologická organizace (OSN) 2010-07-14 |                                |                                |                                |                                |                                |                                |                                |                                |                                |                                |                                |                                |                                |

## Správa
Správu Miami má na starosti městská rada, složená ze starosty a pěti komisařů (městská komise), a městská správa. Městská komise, volená na čtyři roky, představuje řídící orgán s pravomocí vydávat vyhlášky, přijímat nařízení a vykonávat všechny pravomoci uvedené v městské chartě. Její členové jsou voleni v jednotlivých distriktech Miami. Starosta, volen obyvateli města na čtyři roky, jmenuje správce města. Městská radnice se nachází ve čtvrti Coconut Grove.

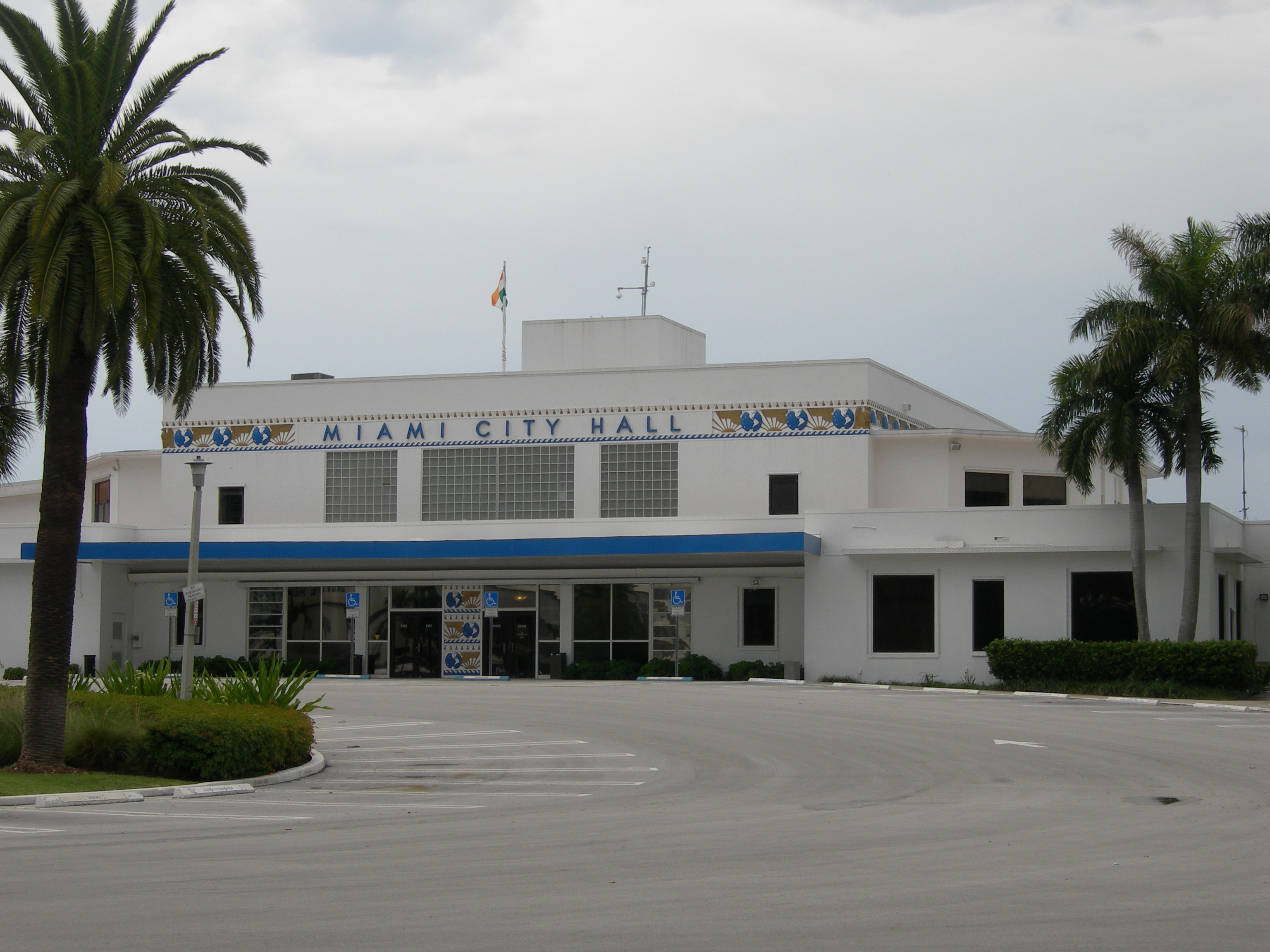
Radnice v Miami

| Městská rada: - Tomás Regalado – starosta města Miami - Wilfredo Gort – komisař města Miami, distrikt 1 - Marc Sarnoff – komisař města Miami, distrikt 2 - Frank Carollo – komisař města Miami, distrikt 3 - Francis Suarez – komisař města Miami, distrikt 4 - Michelle Spence-Jones – komisař města Miami, distrikt 5 | Městská správa: - Carlos A. Migoya – správce města Miami - Julie O. Bru – právní zástupce města Miami - Priscilla Thompson – referent města Miami |

## Ekonomika

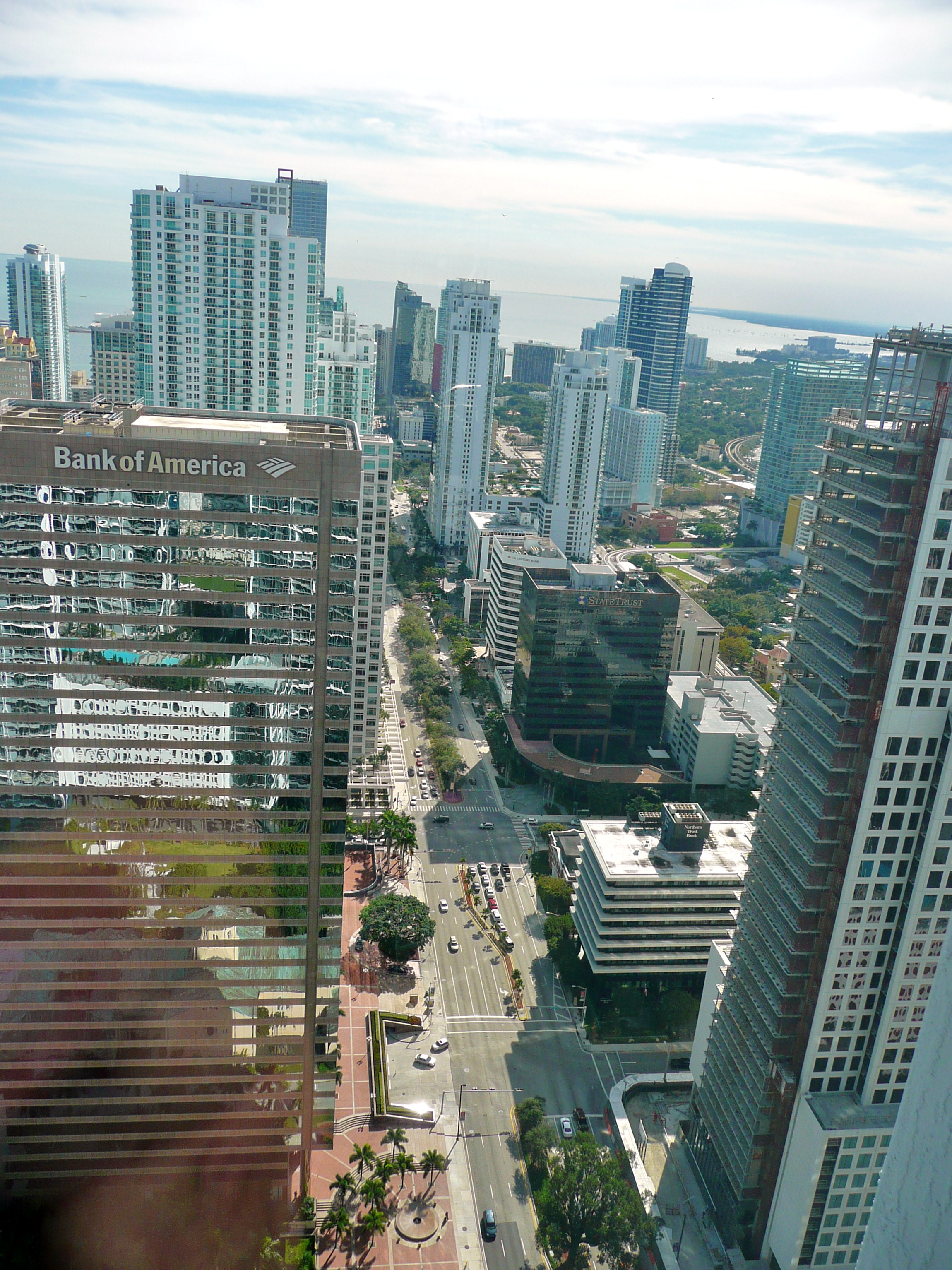
Centrum Miami je nejdynamičtěji rostoucí částí města

Miami patří mezi nejdůležitější finanční centra v zemi. Je hlavním centrem obchodu a financí, sídlem mnoha korporací a může se pyšnit silnými mezinárodními obchodními kruhy. Podle hodnocení světových měst, provedeného střediskem Globalization and World Cities Study Group & Network (GaWC) a založeného na přispění k rozvoji světové ekonomiky, patří Miami do kategorie Beta+ Global City, od roku 2008 se tak posunulo o 2 kategorie z tehdejší Beta-. Velkým přínosem pro ekonomiku města je i turistika, díky které Miami získává miliardy dolarů.
V Miami a jeho okolí má sídlo mnoho společností, včetně těchto: Alienware, Arrow Air, Bacardi, Burger King, CompUSA, Fizber, Norwegian Cruise Line, RCTV International, Royal Caribbean International, Telefónica, U.S. Century Bank. Díky své blízkosti k Latinské Americe je také sídlem působení více než 170 nadnárodních korporací, mezi něž patří například AIG, American Airlines, Cisco, Disney, Exxon, FedEx, Kraft Foods, Microsoft, Oracle, SBC Communications, Sony, Visa International nebo Walmart.
Miamské letiště a přístav patří mezi nejzatíženější vstupní brány v zemi, zejména pro náklady Jižní Ameriky a Karibiku. Navíc v centru Miami, většinou ve finanční městské čtvrti Brickell, je největší koncentrace mezinárodních bank v USA. Roku 2003 bylo Miami hostujícím městem obchodních jednání zóny Free Trade Area of Americas. Také turistický průmysl přináší do kasy města mnoho peněz. Pláže, konference, festivaly a další akce lákají do Miami více než 12 milionů návštěvníků z celého světa ročně. V roce 2007 zde návštěvníci utratili 17,1 miliard dolarů. Historická čtvrť ve stylu art deco South Beach je všeobecně považována za jednu z nejpůvabnějších čtvrtí na světě a je známá svými nočními kluby, plážemi, obchody a historickými budovami. Ovšem je důležité zmínit, že South Beach je částí města Miami Beach, které s Miami sousedí. Miami je ale také centrem průmyslu, z něhož zde převládá těžba kamene a skladování nejrůznějšího zboží.
Od roku 2001 zde dochází k velikému rozmachu v oblasti stavebnictví. Již zde vyrostlo přes 50 mrakodrapů vyšších než 122 m. Městská silueta je třetí nejpůsobivější v USA, hned za New Yorkem a Chicagem, a podle Almanac of Architecture and Design devatenáctá na světě. Momentálně má město 8 nejvyšších budov ve státu Florida. Nejvyšší z nich je Four Seasons Hotel & Tower měřící 240 metrů.
Podle zjištění U.S. Census Bureau z roku 2004 je v Miami třetí největší výskyt rodin s příjmem pod celostátní hranicí chudoby, což z něj dělá třetí nejchudší město ve Spojených státech, hned po Detroitu a El Pasu. Kromě toho patří Miami mezi pár měst, jejichž místní správa zkrachovala. Avšak od té doby zažívá město oživení. Podle magazínu Forbes bylo v roce 2008 nejčistším americkým městem, díky celoročně dobré kvalitě ovzduší, rozsáhlým plochám zeleně, čisté pitné vodě, čistým ulicím a recyklaci odpadů. Roku 2009 ohodnotila UBS studie 73 světových měst Miami jako nejbohatší město USA (ze čtyř amerických států uvedených v průzkumu) a páté světové nejbohatší město na základě kupní síly.
V roce 2005 bylo Miami svědkem největšího rozmachu na realitním trhu od dvacátých let 20. století. Příkladem je Midtown, které mělo přes stovku schválených stavebních projektů. K roku 2007 se však bytový trh zhroutil a více než 23 000 družstevních domů zůstalo na prodej nebo byly zkonfiskovány.

## Demografie

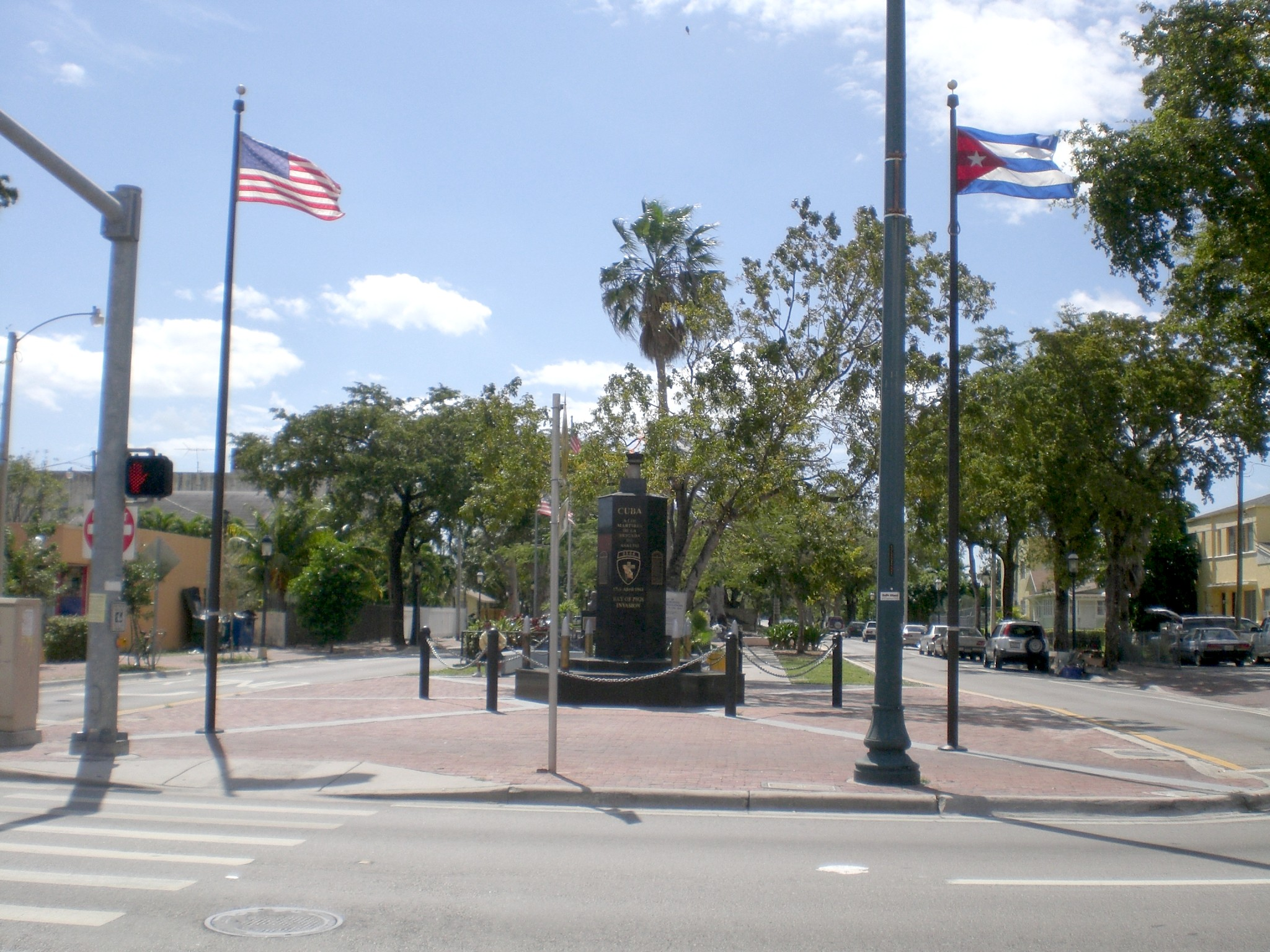
Čtvrť Little Havana (Malá Havana)

| Vývoj populace Miami |         |            |
| Rok                  | Město   | Aglomerace |
| 1900                 | 1 681   | není       |
| 1910                 | 5 471   | není       |
| 1920                 | 29 549  | 66 542     |
| 1930                 | 110 637 | 214 830    |
| 1940                 | 172 172 | 387 522    |
| 1950                 | 249 276 | 693 705    |
| 1960                 | 291 688 | 1 497 099  |
| 1970                 | 334 859 | 2 236 885  |
| 1980                 | 346 865 | 3 220 520  |
| 1990                 | 358 548 | 4 056 228  |
| 2000                 | 362 470 | 5 007 564  |
| 2009                 | 433 136 | 5 547 051  |

Miami je 43. nejlidnatější město ve Spojených státech. Celá aglomerace Jižní Florida, zahrnující okresy Miami-Dade, Broward a Palm Beach, má více než 5,5 milionu obyvatel, což z ní činí devátou největší v USA. Roku 2008 ohodnotila OSN celou aglomeraci jako 44. největší na světě. Podle sčítání lidu z roku 2000 žilo v Miami 362 470 obyvatel, 83 336 rodin a bylo zde 134 198 domácností. Hustota zalidnění byla 3 923,5 obyv./km2 Podle výzkumu American Community Survey, probíhajícího v letech 2006 až 2008, byla rasová struktura Miami následující:
| - běloši: 72,7 % - Afroameričané: 22,0 % - Asiaté: 0,8 % - američtí indiáni: 0,1 % | - pacifičtí ostrované: 0,1 % - příslušníci více ras: 1,2 % - ostatní: 3,1 % - Hispánci: 69,4 % |

Roku 2000 bylo etnické složení podle národnosti takovéto: 34,1 % tvořili Kubánci, 5,6 % Nikaraguánci, 5,5 % Haiťané, 3,3 % Hondurasci, 1,7 % Dominikánci a 1,6 % Kolumbijci.
Z celkem 134 198 domácností jich 26,3 % mělo dítě pod 18 let, 36,6 % byly páry žijící spolu, 18,7 % domácností bylo s ženskou hlavou rodiny, bez přítomnosti manžela, a 37,9 % domácností nebylo obýváno rodinou. 30,4 % všech domácností tvořili jednotlivci a 12,5 % lidé starší 65 let, kteří žili sami. Na průměrnou domácnost vycházelo 2,61 členů a na průměrnou rodinu 3,25 členů. Věková struktura populace byla následovná: 24,2 % obyvatel mělo do 19 let, 21,3 % bylo ve věku 20–34 let, 27,6 % ve věku 35–54 let, 9,9 % ve věku 55–64 let, 14,7 % ve věku 65–84 let, 2,3 % s věkem 85 let nebo vyšším a průměrný věk byl 37,7 let. Průměrný příjem domácnosti v Miami byl 23 483 a průměrný příjem rodiny 27 225 amerických dolarů. Muži měli průměrný příjem 24 090, oproti ženám, které měly průměrně 20 115 USD. Okolo 23,5 % rodin a 28,5 % všech obyvatel bylo pod hranicí chudoby. Z těchto tvořili 38,2 % lidé mladší 18 let a 29,3 % lidé starší 65 let.
Obrovský růst populace Miami v posledních desetiletích byl způsoben vnitřní migrací v USA, ale také imigrací z různých částí světa, v tomto případě především z oblasti Karibiku. Miami je považováno spíše za multikulturní, než za místo smývání rozdílů mezi jednotlivými entitami. Celková kultura města velmi ovlivněna velikou populací Hispánců, případně Američanů hispánského původu, a černochů, pocházejících z karibských ostrovů jako jsou Jamajka, Kuba, Haiti nebo Bahamy.

### Jazyky
| \| Jazyková struktura obyvatel Miami[79] \| Jazyková struktura obyvatel Miami[79] \| Jazyková struktura obyvatel Miami[79] \| Jazyková struktura obyvatel Miami[79] \| Jazyková struktura obyvatel Miami[79] \| \| ------------------------------------- \| ------------------------------------- \| ------------------------------------- \| ------------------------------------- \| ------------------------------------- \| \| jazyk \| \| \| procent \| \| \| španělština \| španělština \| \| 66,75 % \| 66,75 % \| \| angličtina \| angličtina \| \| 25,45 % \| 25,45 % \| \| kreolizovaná francouzština \| kreolizovaná francouzština \| \| 5,2 % \| 5,2 % \| \| francouzština \| francouzština \| \| 0,76 % \| 0,76 % \| \| portugalština \| portugalština \| \| 0,41 % \| 0,41 % \| \| ostatní \| ostatní \| \| 1,43 % \| 1,43 % \| |                            |  |         |         |
| Jazyková struktura obyvatel Miami |                            |  |         |         |
| jazyk |                            |  | procent |         |
| španělština | španělština                |  | 66,75 % | 66,75 % |
| angličtina | angličtina                 |  | 25,45 % | 25,45 % |
| kreolizovaná francouzština | kreolizovaná francouzština |  | 5,2 %   | 5,2 %   |
| francouzština | francouzština              |  | 0,76 %  | 0,76 %  |
| portugalština | portugalština              |  | 0,41 %  | 0,41 %  |
| ostatní | ostatní                    |  | 1,43 %  | 1,43 %  |

## Vzdělání

### Státní školy
Státní školy v Miami patří do školního obvodu Miami-Dade County Public Schools (M-DCPS), který je největším obvodem na Floridě a čtvrtým největším ve Spojených státech. V roce 2007 studovalo v tomto obvodu 353 283 studentů v celkem 378 školách. 60 % studentů v obvodu tvořili Hispánci, 28 % Afroameričané, 10 % běloši, kteří nejsou Hispánci, a zbylá 2 % připadají na ostatní rasy (viz Demografie). V Miami se nachází jedny z nejlepších středních škol, jako jsou například Design and Architecture High School, MAST Academy, Coral Reef High School, Miami Palmetto High School nebo New World School of the Arts. M-DCPS patří také mezi jedny z mála státních škol, které nabízí dvojjazyčné vyučování ve španělštině, haitské kreolštině nebo mandarínštině.

### Soukromé školy
Miami je domovem mnoha prestižních římskokatolických, židovských a non-denominačních soukromých škol. Arcidiecéze miamská spravuje katolické soukromé školy ve městě. Mezi ně patří třeba Our Lady of Lourdes Academy, St. Hugh Catholic School, St. Agatha Catholic School, St. Theresa School, La Salle High School, Monsignor Edward Pace High School, Carrollton School of the Sacred Heart, Christopher Columbus High School, Archbishop Curley-Notre Dame High School, St. Brendan High School a mnoho dalších základních a středních škol. Mezi nejznámější non-denominační soukromé školy v Miami patří Ransom Everglades, Gulliver Preparatory School a Miami Country Day School, které jsou tradičně známé jako jedny z nejlepších škol v zemi. Další soukromé školy v odlehlejších jsou mimo jiné Belen Jesuit Preparatory School, Samuel Scheck Hillel Community Day School a Dade Christian School.

### Univerzity a koleje

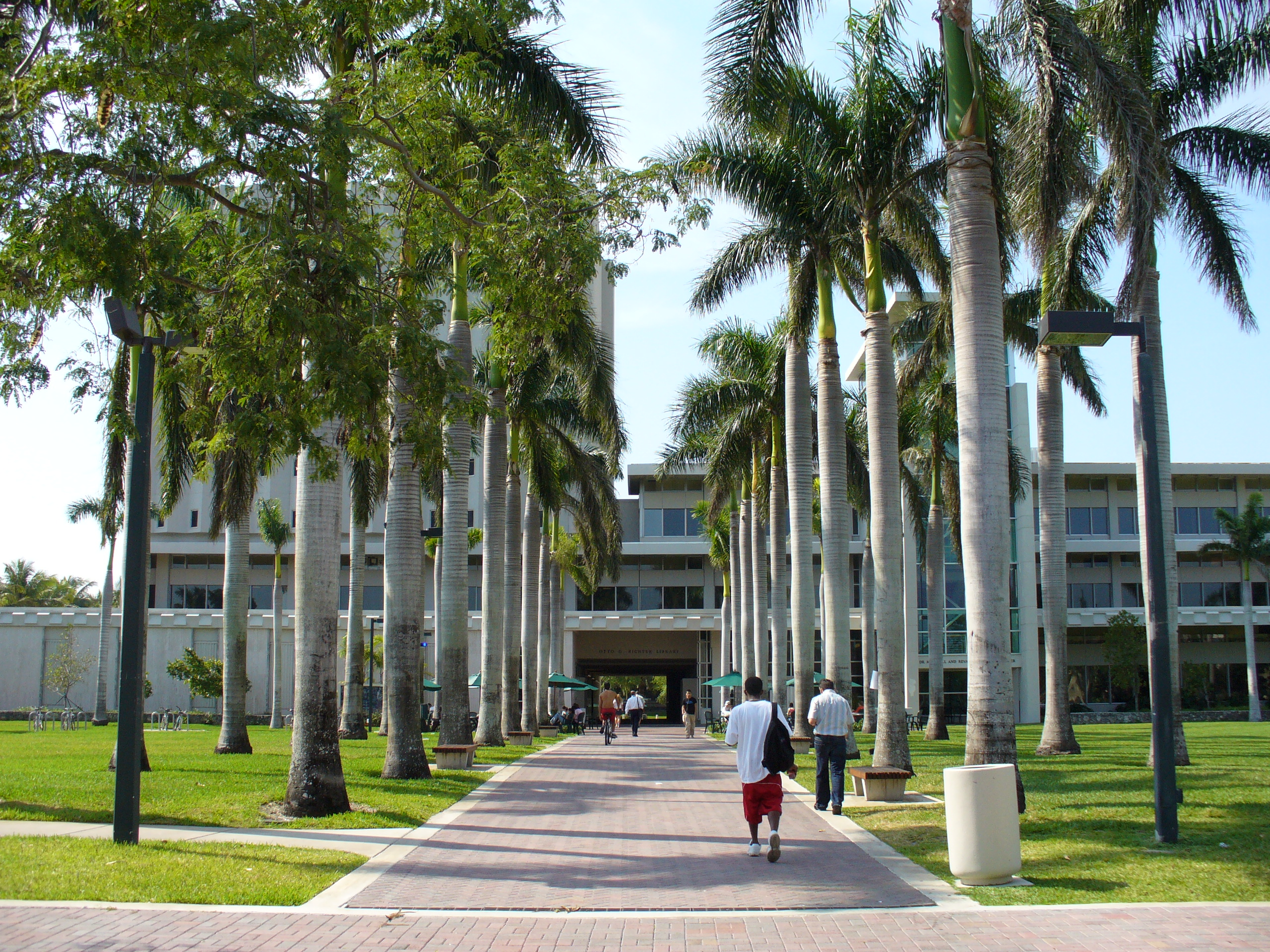
University of Miami

Univerzity a koleje v Miami a jeho okolí jsou:
- Barry University (soukromá)
- Carlos Albizu University (soukromá)
- Florida International University (FIU) (veřejná)
- Florida Memorial University (soukromá)
- Johnson and Wales University (soukromá)
- Fortis College (soukromá)
- Keiser University (soukromá)
- Manchester Business School (veřejná, britská)
- Miami Dade College (veřejná)
- Miami International University of Art & Design (soukromá)
- St. Thomas University (soukromá)
- Talmudic University (soukromá)
- University of Miami (soukromá)

## Doprava

### Městská hromadná doprava

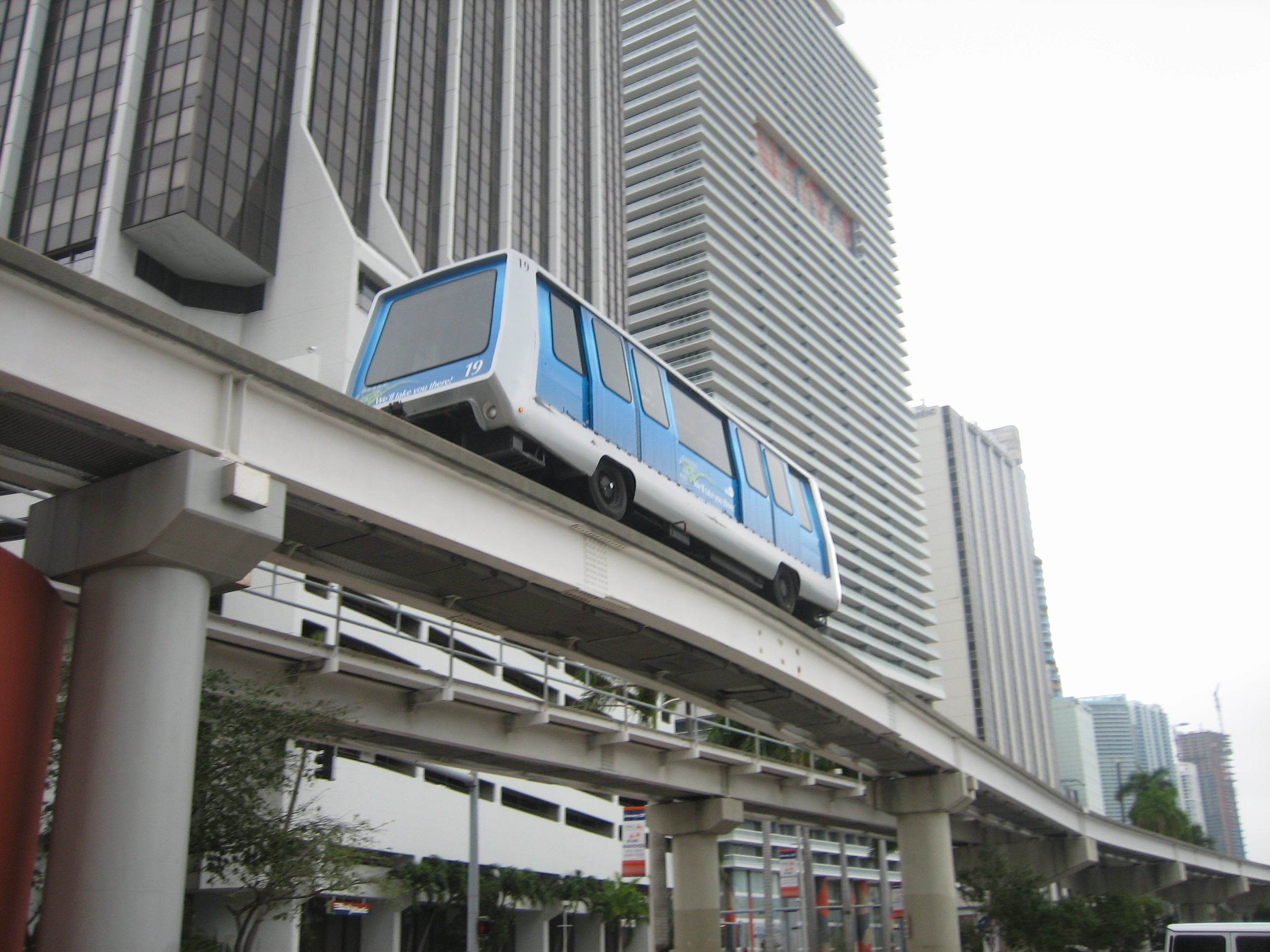
Visutý osobní dopravník Metromover

Městskou hromadnou dopravu v Miami zajišťují Miami-Dade Transit a South Florida Regional Transportation Authority. Dopravními prostředky jsou regionální vlaky, metro, visuté osobní dopravníky a autobusy. Podle posledních statistik se 12,2 % obyvatel města dopravuje do práce právě hromadnou dopravou.
Metrorail, čili miamské metro, je dlouhé 36 kilometrů a nachází se na něm 22 stanic. Vede od západních předměstí Medley a Hialeah přes Civic Center, centrum města, Brickell, Coconut Grove, Coral Gables, South Miami a končí v jižní okrajové čtvrti Dadeland. Na rok 2012 se očekává otevření přímého spojení metra až k letišti Miami International Airport. Metromover je dopravní systém využívající visuté osobní dopravníky. Má 20 stanic na třech různých trasách v centru Miami a Brickellu. Je řízen automaticky a nemá řidiče, takže město lze pozorovat i přes přední sklo.
Tri-Rail je systém regionálních vlaků spravovaný federálním úřadem South Florida Regional Transportation Authority (SFRTA). Vlaky jezdí na trase od miamského letiště do West Palm Beach a během ní absolvují 18 zastávek v okresech Miami-Dade, Broward a Palm Beach.

### Letecká doprava

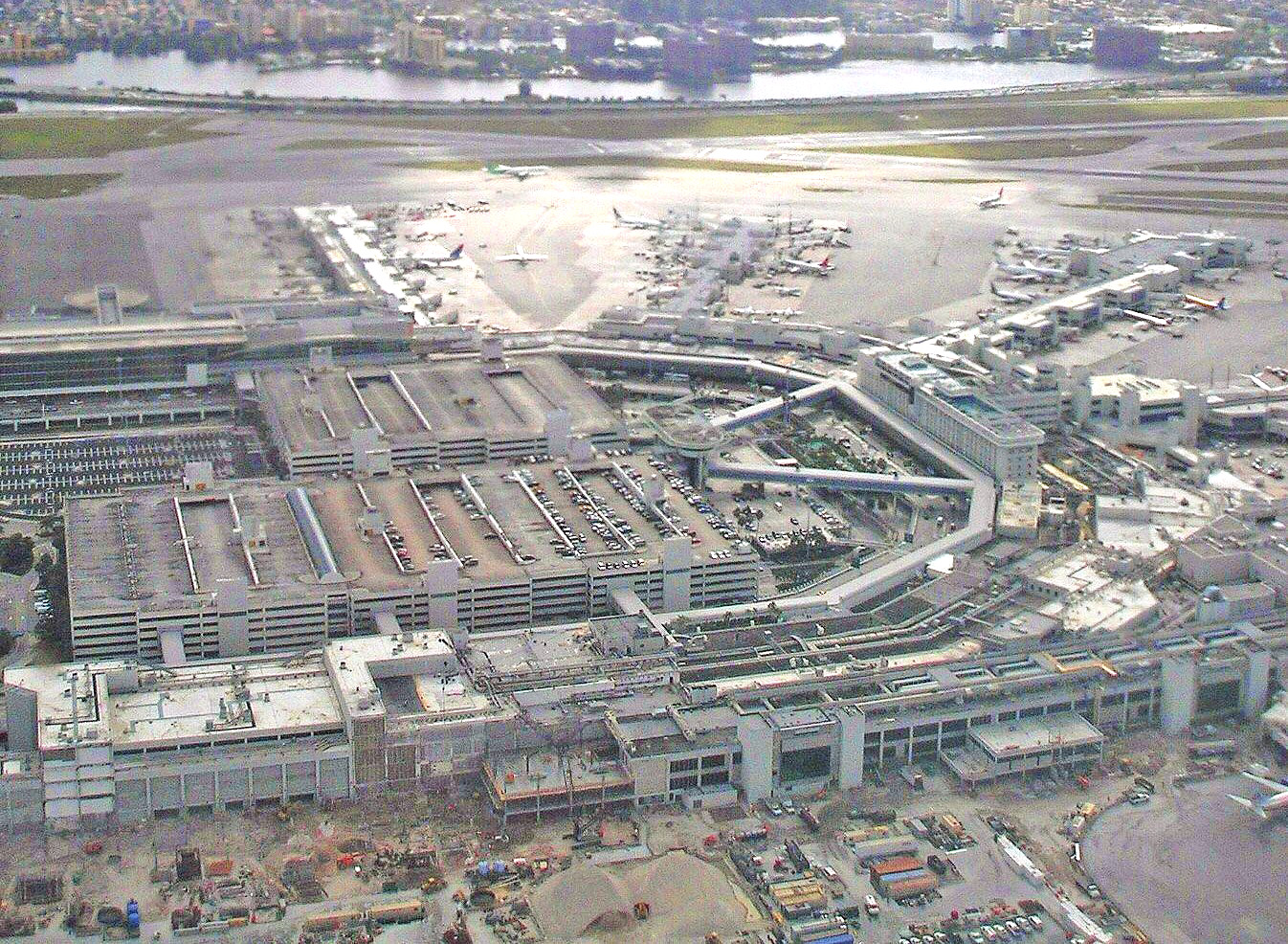
Miami International Airport

Miami International Airport, nacházející se v nepřičleněném území v okresu, slouží jako primární mezinárodní letiště v oblasti Miami. Patří mezi jedno z nejvytíženějších letišť na světě, o čemž svědčí fakt, že odbaví přes 30 milionů cestujících ročně. Identifikační kód letiště podle IATA je MIA, podle ICAO je to KMIA. Letiště patří mezi hlavní letecké uzly společnosti American Airlines, jednoho z největších letových dopravců na světě. MIA je nejvytíženější letiště na Floridě, druhá největší vstupní brána pro zahraniční cestující v USA a sedmá největší na světě podle stejných podmínek. Rozsáhlá síť mezinárodních letištních spojů zahrnuje nonstop lety do více než sedmdesáti světových měst v Severní a Jižní Americe, Evropě a Asii.
Eventuálně blízko se nachází Fort Lauderdale-Hollywood International Airport, které také poskytuje mezinárodní dopravu v oblasti Miami. Opa-Locka Airport a Kendall-Tamiami Airport, ležící na území mimo aglomeraci, zajišťují především leteckou dopravu uvnitř oblasti Miami.

### Námořní doprava

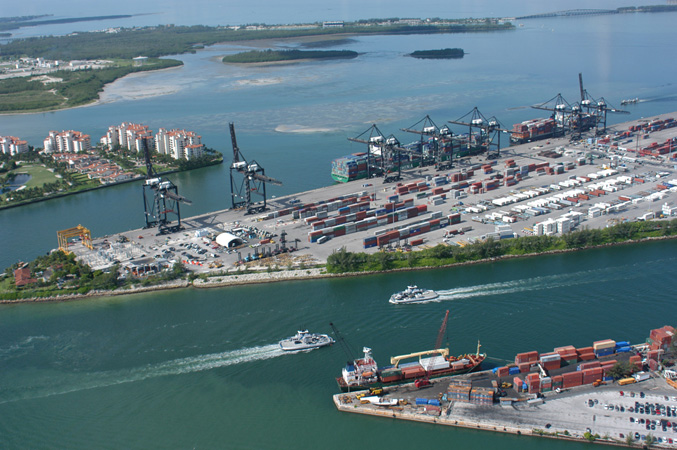
Přístav Miami

Miami je domovem jednoho z největších přístavů ve Spojených státech, stejnojmenného přístavu Miami. Jedná se o největší přístav výletních lodí na světě.[zdroj⁠?!] Často je nazýván Cruise Capital of the World nebo Cargo Gateway of the Americas. Ročně přispívá do ekonomiky Jižní Floridy přes 17 miliard dolarů. V roce 2009 přístav sloužil 4 110 100 cestujícím. K tomu je Port of Miami také jeden z nezatíženějších nákladních přístavů v USA. Podle statistik zde bylo roku 2009 naloženo/vyloženo 6 831 496 tun nákladu. Mezi severoamerickými přístavy se umístil druhý co do hmotnosti nákladu přepraveného z/do Latinské Ameriky. Rozloha přístavu je 2 km2 a počet osobních terminálů sedm. Nejvíce nákladu je přijímáno z Číny a odesíláno je nejvíce do Hondurasu. V Miami je největší počet sídel výletních námořních společnosti na celém světě, včetně těchto: Carnival Cruise Lines, Celebrity Cruises, Costa Cruises, Crystal Cruises, Norwegian Cruise Line, Oceania Cruises, Royal Caribbean International a Windjammer Barefoot Cruises.
24. května 2010 začala stavba tunelu Miami port tunnel, jehož předpokládaná cena je 1 miliarda USD.

## Sport
- NFL: Miami Dolphins
- MLB: Miami Marlins
- NBA: Miami Heat
- NHL: Florida Panthers
- MLS: Inter Miami

## Osobnosti
- Sidney Poitier (1927–2022), americký herec, producent, režisér a držitel Oscara[92]
- Bill Nelson (* 1942), americký politik, bývalý člen Senátu USA za stát Florida a astronaut[93]
- Debbie Harry (* 1945), americká zpěvačka, členka skupiny Blondie[94]
- Lawrence Kasdan (* 1949), americký scenárista, režisér a producent[95]
- William H. Macy (* 1950), americký herec[96]
- Jeff Lindsay (* 1952), americký spisovatel, autor sérií knih o sociopatovi Dexteru Morganovi[97]
- Catherine Keener (* 1959), americká herečka[98]
- Marco Rubio (* 1971), americký politik, od roku 2011 úřadující senátor za stát Florida[99]
- Eva Mendes (* 1974), americká herečka[100]
- Pitbull (* 1981), americký rapper a hudební producent[101]
- Blake Ross (* 1985), americký programátor a informatik, spoluzakladatel prohlížeče Mozilla Firefox[102]
- Sean Kingston (* 1990), americko-jamajský reggae zpěvák[103]
- Blake Jenner (* 1992), americký herec a zpěvák[104]
- Brandon Flynn (* 1993), americký herec[105]
- Pouya (* 1994), americký rapper[106]
- Noah Centineo (* 1996), americký herec[107]
- Anya Taylor-Joy (* 1996), americká herečka a modelka[108]
- Lauren Jauregui (* 1996), americká zpěvačka, bývalá členka skupiny Fifth Harmony[109]
- Pietro Fittipaldi (* 1996), brazilsko-americký automobilový závodník, pilot Formule 1[110]
- Lil Pump (* 2000), americký rapper[111]
- Enzo Fittipaldi (* 2001), brazilsko-americký automobilový závodník, pilot Formule 2[112]

## Partnerská města
Seznam partnerských měst Miami:
| - Agadir, Maroko - Ammán, Jordánsko - Asti, Itálie - Bogotá, Kolumbie - Buenos Aires, Argentina - Cochabamba, Bolívie - Kagošima, Japonsko - Kao-siung, Tchaj-wan - Lima, Peru - Madrid, Španělsko, - Managua, Nikaragua - Montes de Oca, Kostarika - Southampton, Spojené království | - Murcia, Španělsko - Nice, Francie - Palermo, Itálie - Ciudad de Panamá, Panama - Port-au-Prince, Haiti - Čching-tao, Čína - Ramat ha-Šaron, Izrael - Santiago, Chile - Santo Domingo, Dominikánská republika - Varna, Bulharsko - Český Krumlov, Česko |